# Фалічні пісні

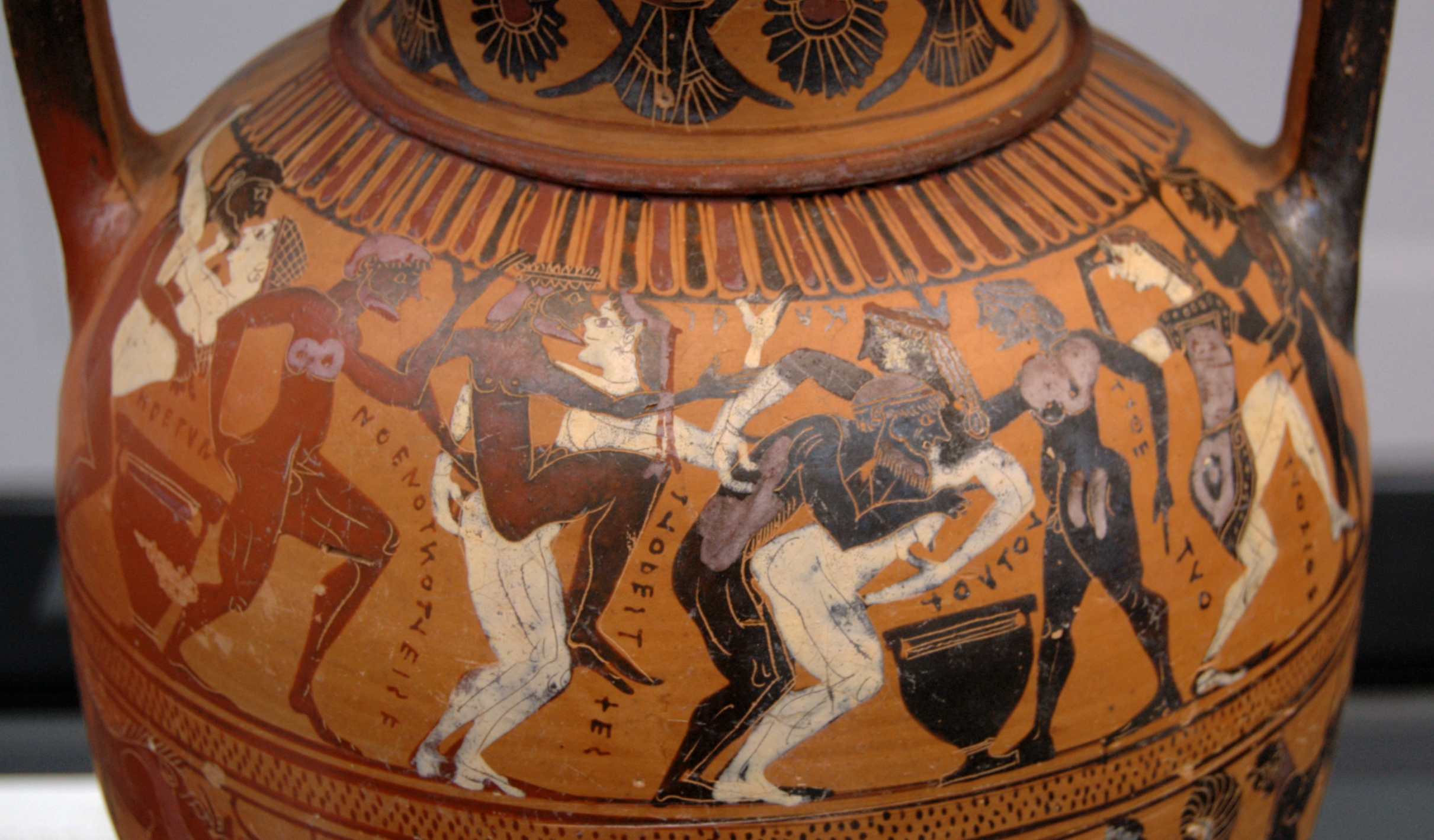
Аттична амфора із зображенням комастів та гетер

Фалічні пісні — пісні, які заспівували у Стародавній Греції під час сільських свят землероби на честь улюбленого бога Діоніса, коли вже починалася нестримно весела й буйна карнавальна частина урочистостей. Виконувала пісні процесія селян. Деякі з виконавців несли в руках великі зображення символів родючості — фалоси.
Фалічні пісні подібіні до дифірамбів та гномічних пісень. Аристотель відзначав, що фалічні пісні дали початок першим формам давньогрецької комедії.
Учасники процесії часто мастили собі обличчя виноградним суслом, одягали шкури тварин (цапів, баранів) та, імітуючи їхні рухи, жестами вітали прихід весни й перші теплі промені сонця. Усе це супроводжувалося співом розгульних, часто сороміцьких пісень, непристойність яких була зумовлена традиціями самого обряду.
Ця збуджена й галаслива юрба ряджених йшла по полях, заходила в селища, де її зустрічали натовпи святкуючих, частина яких також приєднувалася до процесії. Під час її руху могли розігруватися примітивні сценки, а якщо зустрічалася інша процесія, то виникали жартівливі суперечки чи сварки. З рядів ряджених лунали іронічні чи сатиричні вигуки, непристойності, когось називали на ім'я і соромили чи висміювали. Фалофори («носії зображення фалосів») мали право вибігати з рядів, лаяти чи сварити когось із присутніх глядачів.